# Леванов, Владимир Алексеевич
Владимир Алексеевич Леванов (7 января 1928—24 декабря 1981) — советский работник нефтяной промышленности, бурильщик, Герой Социалистического Труда.

## Биография
Родился в 1928 году в селе Ивановка Бавлинского района Татарской АССР.
Получив среднее образование, начал трудовую деятельность в 1952 году помощником бурильщика конторы бурения треста «Бавлынефть». Далее прошел следующий трудовой путь:
- 1953—1954 годы — помощник бурильщика Мактаминской конторы бурения;
- 1954—1961 годы — бурильщик конторы бурения № 3 треста «Татбурнефть»;
- 1961—1965 годы — бурильщик конторы бурения № 3 треста «Альметьевбурнефть»;
- 1965—1968 годы — буровой мастер конторы бурения № 3 треста «Альметьевбурнефть»;
- 1968—1977 годы — буровой мастер Мамонтовского управления буровых работ треста «Тюменьнефтегазразведка»;
- 1977—1981 годы — мастер по сложным работам Альметьевского управления буровых работ.

Был членом КПСС. Умер в 1981 году. В архивах Югры имеются материалы, относящиеся к Леванову.

## Награды
- 30 марта 1971 года Указом Президиума Верховного Совета СССР удостоен звания Героя Социалистического Труда «за выдающиеся заслуги в выполнении заданий пятилетнего плана по добыче нефти и достижение высоких технико-экономических показателей в работе» с вручением ордена Ленина и золотой медали Серп и Молот[3].
- Также был награждён медалями, среди которых «За доблестный труд. В ознаменование 100-летия со дня рождения Владимира Ильича Ленина» (1970).